# Wassili Petrowitsch Swjosdotschkin

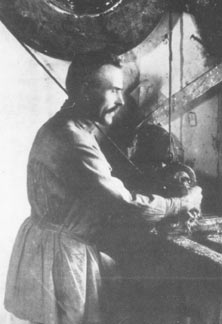
Swjosdotschkin bei der Arbeit

Wassili Petrowitsch Swjosdotschkin (russisch Василий Петрович Звёздочкин, wiss. Transliteration Vasilij Petrovič Zvëzdočkin; * 1876 in Schubino, Ujesd Podolsk; † 1956) war ein russischer Holzschnitzer und Schreiner. Er gilt gemeinsam mit dem Maler Sergei Maljutin als Erfinder der Matrjoschka-Puppen. 
In den 1890er Jahren sollen die beiden die Matrjoschka-Puppen als Kinderspielzeug entwickelt haben. Als Vorbild sollen ihnen traditionelle japanische Statuen des Glücksgottes Fukurokuju gedient haben, die sich im Haus des Buchverlegers und Kunstförderers Anatolij Iwanowitsch Mamontow befunden haben, in dem sich auch der Spielzeugladen und die daran angeschlossene Werkstatt befunden haben sollen. Die Fukurokuju-Figuren wurden zu Tracht tragenden russischen Bäuerinnen umgestaltet. 
Einer anderen Entstehungsgeschichte nach soll Maljutin, der im Umfeld des Bruders von Anatolij Iwanowitsch Mamontow, dem Kunstmäzen Sawwa Iwanowitsch Mamontow, tätig war, Swjosdotschkin mit der Herstellung der Matrjoschka-Puppen beauftragt haben. Ziel war, mit diesem Holzspielzeug die russische Volkskunst neu zu beleben.